# Alfred Trappen

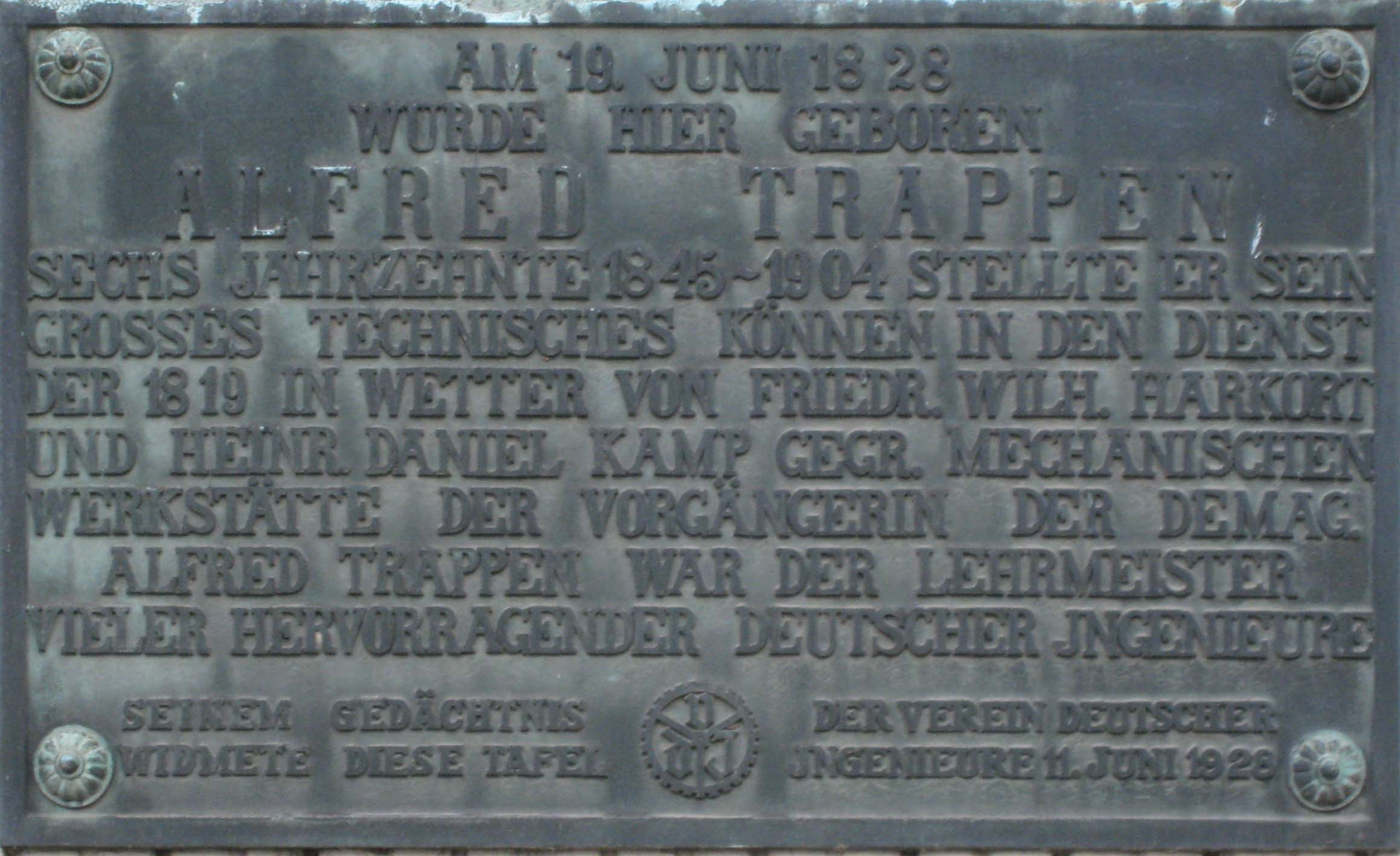
Erinnerungstafel an Alfred Trappen an seinem Geburtshaus in Hörde

Alfred Trappen (* 19. Juni 1828 in Hörde (heute Dortmund); † 28. Mai 1908 in Honnef) war ein deutscher Maschinenbauingenieur. Er leitete mehr als vier Jahrzehnte die Maschinenfabrik Kamp & Co., den Vorläufer der Demag.

## Leben und Wirken

Wirkungsstätte Trappens:
Die mechanischen Werkstätten in Wetter

Alfred Trappen wurde am 19. Juni 1828 in Hörde als viertes von acht Kindern des Seifenfabrikanten August Trappen (1802–1867) und seiner Ehefrau Elise Kamp (1797–1866) geboren. Seine Eltern zogen kurz vor seiner Geburt Zeit in die Stadt und gründeten mit ihrem Vermögen eine Fabrik, mit der sie allerdings geschäftliche Fehlschläge einstecken mussten. Sie verließen daher 1835 Hörde und zogen nach Elberfeld. Dort besuchte Alfred Trappen die Real- und anschließend die Gewerbeschule.
Im Alter von 17 Jahren trat Trappen 1845 eine Lehre in der seinem Cousin Heinrich Kamp gehörenden Maschinenfabrik Kamp & Co. in der Burg Wetter an. Nach sechsjähriger Lehrzeit wurde Trappen 1851 gemeinsam mit einem weiteren Ingenieur die technische Leitung der Fabrik übertragen. Drei Jahre später heiratete er Laura von Somnitz (1827–1904); das Ehepaar hatte neun Kinder, darunter Walter Trappen, Generaldirektor der Škoda-Werke in Pilsen.
Ab 1867 war Trappen alleiniger technischer Direktor der Maschinenfabrik in Wetter. Unter seiner Führung entstanden zahlreiche Konstruktionen. War die Maschinenfabrik anfangs – wie für die Zeit üblich – noch äußerst vielseitig aufgestellt, so konzentrierte sich Trappen unter dem Bau der Eisenbahn und der zunehmenden Bedeutung der Eisenindustrie auf die Hüttenindustrie.
Durch von ihm entworfene Walzenzugmaschinen und Dampfhämmer erlangte Trappen internationales Ansehen. 1874 unternahm er erstmals eine Reise nach Russland, um weitere Absatzgebiete zu erschließen und errichtete dort ein komplettes Puddelwerk. 1881 war er maßgeblich am Aufbau des Thomas-Stahlwerks der Hermannshütte in Hörde beteiligt, für das er einen neuen Gießwagen entwickelte. 1890 musste er aufgrund zunehmender Schwerhörigkeit die Betriebsleitung aufgeben, er blieb aber bis 1904 im Aufsichtsrat der Maschinenfabrik.
Seinen Lebensabend verbrachte er in Honnef, wo er am 28. Mai 1908 im Alter von 79 Jahren verstarb und drei Tage später auf dem dortigen Friedhof beigesetzt wurde.
In der Innenstadt von (Dortmund-)Hörde ist eine Straße nach ihm benannt.